# Clubiona asrevida
Clubiona asrevida es una especie de arañas araneomorfas de la familia Clubionidae.

## Distribución geográfica
Es endémica de los montanos de Taiwán.